# Seznam mineralov U-Ž
Seznam mineralov U-Ž vsebuje imena mineralov, sopomenke, rudarska imena ter imena skupin mineralov in trdnih raztopin z začetnicami U, V, Z in Ž.
Seznam ni popoln, ker vanj še niso vnešena imena vseh poznanih mineralov, poleg tega pa se stalno odkrivajo novi.

### U
- uleksit (natrijev kalcijev hidroksi borat pentahidrat, NaCa[B5O6(OH)6] • 5H2O)
- uraninit (uranov oksid, UO2)
- uranofan (kalcijev uranil silikat hidrat, CaH2[UO2 | SiO4]2 • 5H2O )
- uricit (sečna kislina, C5H4N4O3)
- uvarovit (kalcijev kromov silikat iz družine granatov, Ca3Cr2[SiO4]3)

### V
- valentinit  (antimonov oksid, Sb2O3)
- vanadinit (svinčev kloro vanadat, Pb5[Cl | (VO4)3])
- vanthofit (natrijev magnezijev sulfat, 3Na2SO4•MgSO4)
- vaterit (kalcijev karbonat, μ-CaCO3)
- vermikulit (hidriran magnezijev železov aluminijev silikat hidroksid, (Mg,Fe,Al)3(Al,Si)4O10(OH)2 • 4H2O)
- vitlokit (kalcijev magnezijem železov fosfat (Ca9(Mg,Fe2+)(PO4)6(PO3OH)
- vezuvianit (kalcijev magnezijev železov aluminijev silikat hidroksid, Ca10(Mg,Fe)2Al4(SiO4)5(Si2O7)2(OH)4)
- vivianit (železov sulfat oktahidrat, Fe2+3(PO4)2 • 8(H2O))
- volastonit (kalcijev silikat, Ca3[Si3O9])
- volframit (manganov železov volframat, (Mn,Fe)WO4)
- vulfenit (svinčev molibdat, PbMoO4)
- vustit (železov(II) oksid, FeO)

### Z
- zabujelit (litijev karbonat, Li2CO3)
- zlato (Au)

### Ž
- železo (Fe)
- živo srebro (Hg)
- žveplo (S)